# Ёма (река)
Ёма — река в России, протекает по Вологодскому району Вологодской области. Устье реки находится в 24 км по правому берегу реки Тошня. Длина реки составляет 51 км, площадь водосборного бассейна — 255 км².

## Течение
Ёма берёт начало на Вологодской возвышенности на границе с Грязовецким районом южнее нежилой деревни Гаврильцево (Спасское сельское поселение) в 30 км к юго-западу от Вологды. Высота истока — 177,3 м над уровнем моря. Рядом с истоком Ёмы расположен исток Сегжи, здесь проходит водораздел между бассейнами Волги и Северной Двины.
Ёма течёт на север, русло крайне извилистое.
Верхнее течение реки проходит по ненаселённому лесу, в среднем и нижнем течении река плотно заселена. Двумя километрами выше устья реки на правом берегу расположен крупный посёлок Сосновка, центр Сосновского сельского поселения. Кроме него на берегах расположены деревни Колотилово и Костино (левый берег, Спасское сельское поселение); Новое, Воскресенское, Медведево, Юркино, Голузино (левый берег, Сосновское сельское поселение); Сорошнево, Горбово, Молитвино (правый берег, Сосновское сельское поселение).

## Притоки
(км от устья):
- река Рысула (лв)
- 26 км: река Полонбаш (лв)
- 27 км: река Каргач (пр)
- 40 км: река Нурда (пр)

## Данные водного реестра
По данным государственного водного реестра России относится к Двинско-Печорскому бассейновому округу, водохозяйственный участок реки — Северная Двина от начала реки до впадения реки Вычегда, без рек Юг и Сухона (от истока до Кубенского гидроузла), речной подбассейн реки — Сухона. Речной бассейн реки — Северная Двина.
Код объекта в государственном водном реестре — 03020100312103000006509.